# Lee Grant (színművész, 1925)
Lee Grant (New York, 1925/26. október 31.) Oscar-díjas és kétszeres Primetime Emmy-díjas színésznő és rendező. Sokat ígérő karrierjét kettévágta az ötvenes évek mccarthyzmusa, és feketelistára került.
Grant a hatvanas évektől szerzett hírnevet a Peyton Place című sorozattal, majd a hetvenes években olyan filmekben szerepelt mint az A háziúr, a Sampon és az Elkárhozottak utazása. Kései éveiben jelentős dokumentumfilmeket alkotott a rendezői székben, amik a szegények és a társadalomból kiszorítottak életét dolgozták fel, mint a Nobody's Child, a What Sex am I? és a Down and Out in America.

## Élete

### Gyermekkora
Lyova Haskell Rosenthal néven született Abraham W. Rosenthal és Witia gyermekeként New Yorkban. Négyéves korában debütált a Metropolitan Operában, tizenegy éves korában amerikai balettórákra járt. Tanulmányait  több iskolában is folytatta, mint a Juilliard vagy a The High School of Music and Art, majd érettségi után színészkedni kezdett.
Tizenévesen Broadway-sztárrá vált, amikor 1949-ben elnyerte a "The Critics' Circle Award"-ot a The Detective Storyban a bolti tolvajnő alakításáért. Két évvel később újra eljátszotta ezt a szerepet Kirk Douglasszel a filmadaptációban, amiért Oscar- és Golden Globe-díjra jelölték. Az 1952-es cannes-i filmfesztiválon elnyerte a legjobb női alakítás díját.

### Feketelistán és újrakezdés
Grant 1952 és 1964 között feketelistára került, mert nem volt hajlandó tanúskodni férje ellen (bővebben: Mccarthyzmus). A feketelistán töltött időszak alatt szórványosan dolgozott színházban. Az igazi áttörést végül a Peyton Place című televíziós sorozat hozta meg számára, amiért Primetime Emmy-díjat kapott.
Grant 1967-ben Sidney Poitier mellett játszott a Forró éjszakában című bűnügyi filmben, amiért Golden Globe-ra jelölték. 1968-ban Gina Lollobrigida főszereplésével bemutatták a Jó estét, Mrs. Campbell! című romantikus filmet, amiben Grant mellékszerepelt. 
1970-ben beválogatták az A háziúr című filmbe, amiben alakításáért Oscarra és Golden Globe-díjra nominálták.
1971-ben két Emmy-díjra is jelölték, amiből az egyiket elnyerte a Columbo bűnügyi sorozatban játszott vendégszerepével. 1975-ben Grant bezsebelte a legjobb női mellékszereplőnek járó Oscar-díjat a Sampon című filmért, egy évvel később pedig utoljára jelölték a díjra az Elkárhozottak utazása című filmben.

### Kései évek a rendezői székben
Az 1980-as években számos kis költségvetésű és közepes filmben szerepelt, ez idő alatt több dokumentumfilmet és filmet is rendezett, köztük a leghíresebbek: The Wilmar 8, A Matter of Sex és Down and Out in America. 1980-ban rendezte első vígjáték-drámafilmjét, a Tell Me a Riddle-t, amely egy zsidó házaspárról szóló történet volt Melvyn Douglas és Lila Kedrova főszereplésével.
1992-ben szerepelt a Citizen Cohn című tévéfilmben, ahol Dora Cohn szerepét játszotta. Ez a szerep Primetime Emmy-jelölést hozott neki.
Az 1997 és 1999 között ismét visszatért a dokumentumfilmek rendezéséhez. 2000-ben rendezte a The Loretta Claiborne Story című tévéfilmet, és színésznőként látható volt az Amati Girls és a Dr. T és a nők című filmekben. 
Grant közel 32 epizódot rendezett az Intim portrait című életrajzi televíziós sorozatból, amelynek főszereplői Grace Kelly, Natalie Wood és Jackie Kennedy voltak.
Utolsó filmes szerepét 2020-ban mutatták be Killian and the Comeback Kids címmel.

### Magánélete
1951-ben feleségül ment Arnold Manoff drámaíróhoz, akitől kilenc évvel később elvált. Két gyermeke született tőle: Dinah és Tom Manoff. Később 1962-ben hozzáment Joseph Feuryhoz, akivel jelenleg is együtt él (2023). Feury és Grant együtt létrehozták saját produkciós cégüket, amellyel dokumentumfilmeket forgattak.

## Filmográfia

### Szerepei a Broadwayn
A Broadway adatbázis által nyilvántartott előadások száma:
- 1948: Joy to the World – Mildred (beugró)
- 1949–50: Detective Story – tolvaj
- 1950: All You Need Is One Good Break – Diane
- 1950–51: Fegyver és vitéz – Raina Petkoff
- 1951–52: Lo and Behold! – Daisy Durdle
- 1954–55: Wedding Breakfast – Stella
- 1957: A Hole in the Head – Mrs Rogers
- 1958–59: Two for the Seesaw – Gittel Mosca
- 1962: The Captains and the Kings – Rose Collins
- 1971–73: The Prisoner of Second Avenue – Edna Edison

### Szerepei az Off-Broadwayn
Az Off-Broadway adatbázis által nyilvántartott előadások száma:
- 1963: The Maids – Solange
- 1964: Elektra – Elektra

### Filmes szerepek
| Év   | Cím                                                                                     | Szerep             | Magyar hangja                                                                              |
| ---- | --------------------------------------------------------------------------------------- | ------------------ | ------------------------------------------------------------------------------------------ |
| 1951 | Detektívtörténet (Detective Story)                                                      | bolti tolvaj       |                                                                                            |
| 1955 | Storm Fear                                                                              | Edna Rogers        |                                                                                            |
| 1959 | Middle of the Night                                                                     | Marilyn            |                                                                                            |
| 1963 | The Balcony                                                                             | Carmen             |                                                                                            |
| 1963 | An Affair of the Skin                                                                   | Katherine McCleod  |                                                                                            |
| 1964 | Terror in the City                                                                      | Suzy               |                                                                                            |
| 1967 | Válás amerikai módra (Divorce American Style)                                           | Dede Murphy        | Felföldi Anikó                                                                             |
| 1967 | Forró éjszakában (In the Heat of the Night)                                             | Mrs Colbert        | 1. magyar hangja: Földi Teri 2. magyar hangja: Császár Angela 3. magyar hangja: Vándor Éva |
| 1967 | Valley of the Dolls                                                                     | Miriam Polar       |                                                                                            |
| 1968 | Jó estét, Mrs. Campbell! (Buona Sera, Mrs Campbell)                                     | Fritzie Braddock   | Földessy Margit                                                                            |
| 1969 | The Big Bounce                                                                          | Joanne             |                                                                                            |
| 1969 | Marooned                                                                                | Celia Pruett       |                                                                                            |
| 1970 | A háziúr (The Landlord)                                                                 | Mrs Enders         | Kiss Erika                                                                                 |
| 1970 | Volt egyszer egy gazember (There Was a Crooked Man...)                                  | Mrs Bullard        | n.a                                                                                        |
| 1971 | Hotel Plaza (Plaza Suit)                                                                | Norma Hubley       | Gombos Kati                                                                                |
| 1972 | Portnoy's Complaint                                                                     | Sophie Portnoy     |                                                                                            |
| 1974 | Gyilkosságok péntek este (The Internecine Project)                                      | Jean Robertson     | Bánsági Ildikó                                                                             |
| 1975 | Sampon (Shampoo)                                                                        | Felicia            | Frajt Edit                                                                                 |
| 1976 | Elkárhozottak utazása (Voyage of the Damned)                                            | Lili Rosen         | 1. magyar változat: Földessy Margit 2. magyar változat: Kovács Nóra                        |
| 1977 | Airport '77                                                                             | Karen Wallace      | 1. magyar változat: Szegedi Erika 2. magyar változat: Andresz Kati                         |
| 1978 | The Mafu Cage                                                                           | Ellen              |                                                                                            |
| 1978 | Ómen 2. (Damien: Omen II)                                                               | Ann Thorn          | Menszátor Magdolna                                                                         |
| 1978 | Rajzás (The Swarm)                                                                      | Anne MacGregor     | Csere Ágnes                                                                                |
| 1979 | When You Comin' Back, Red Ryder?                                                        | Clarisse Ethridge  |                                                                                            |
| 1980 | Zálogocska (Little Miss Marker)                                                         | a bírónő           | Menszátor Magdolna                                                                         |
| 1981 | Charlie Chan és a sárkánykirálynő átka (Charlie Chan and the Curse of the Dragon Queen) | Mrs Lupowitz       | Földi Teri                                                                                 |
| 1982 | Látogatási idő (Visiting Hours)                                                         | Deborah Ballin     | n.a                                                                                        |
| 1984 | Teachers                                                                                | Dr Donna Burke     |                                                                                            |
| 1985 | Billions for Boris                                                                      | Sascha Harris      |                                                                                            |
| 1987 | The Big Town                                                                            | Ferguson Edwards   |                                                                                            |
| 1991 | Tranzit a mindenhatóhoz (Defending Your Life)                                           | Lena Foster        | Andresz Kati                                                                               |
| 1994 | Under Heat                                                                              | Jane               |                                                                                            |
| 1996 | It's My Party                                                                           | Amalia Stark       |                                                                                            |
| 1996 | A tűz melege (The Substance of Fire)                                                    | Cora Cahn          | n.a                                                                                        |
| 2000 | Poor Liza                                                                               | Ekaterina grófné   |                                                                                            |
| 2000 | Dr. T és a nők (Dr T & the Women)                                                       | Dr Harper          | Menszátor Magdolna                                                                         |
| 2000 | The Amati Girls                                                                         | Spendora néni      |                                                                                            |
| 2001 | Mulholland Drive – A sötétség útja (Mulholland Drive)                                   | Louise Bonner      | 1. magyar változat: Várnagy Kati 2. magyar változat: Molnár Zsuzsa                         |
| 2005 | Going Shopping                                                                          | Winnie             |                                                                                            |
| 2020 | Killian & the Comeback Kids                                                             | Ms Hunter (hangja) |                                                                                            |

### Televíziós szerepek
| Év      | Cím                                           | Szerep                                  | Megjegyzés             |
| ------- | --------------------------------------------- | --------------------------------------- | ---------------------- |
| 1950    | Actor's Studio                                | ?                                       | egy epizód             |
| 1950–52 | Danger                                        | ?                                       | négy epizód            |
| 1952    | Studio One                                    | Emily Brooks                            | egy epizód             |
| 1953    | The Plymouth Playhouse                        | a feleség                               | egy epizód             |
| 1953    | Broadway Television Theatre                   | Dot                                     | egy epizód             |
| 1953–54 | Search for Tomorrow                           | Rose Peterson                           | 12 epizód              |
| 1955    | The Philco Television Playhouse               | ?                                       | egy epizód             |
| 1955    | Ponds Theater                                 | ?                                       | egy epizód             |
| 1956    | The Alcoa Hour                                | Lennie Converse                         | egy epizód             |
| 1956    | Playwrights '56                               | Helen Cartwright                        | egy epizód             |
| 1958    | Kraft Theatre                                 | Jane (3. történet)                      | két epizód             |
| 1958    | Where Is Thy Brother?                         | Hannah                                  | tévéfilm               |
| 1959    | Brenner                                       | Addie Palmer                            | egy epizód             |
| 1959    | The World of Sholom Aleichem                  | bosszúálló angyal                       | tévéfilm               |
| 1959–60 | Play of the Week                              | bosszúálló angyal a kecskeárus          | két epizód             |
| 1961    | Great Ghost Tales                             | Lucy Morrison                           | egy epizód             |
| 1962    | Golden Showcase                               | Florrie Sands                           | egy epizód             |
| 1963    | East Side/West Side                           | Nora Best                               | egy epizód             |
| 1964    | Festival                                      | Lizzie                                  | egy epizód             |
| 1964    | The Fugitive                                  | Millie Hallop                           | egy epizód             |
| 1964    | Ben Casey                                     | Anita Johnson Diedre Bassett            | két epizód             |
| 1964    | Slattery's People                             | Vera Donlon                             | egy epizód             |
| 1963–65 | The Doctors and the Nurses                    | Cleo Tanner Doris Kelly Lillian Carroll | három epizód           |
| 1963–65 | The Defenders                                 | Maria Edwards Norma Burgess             | két epizód             |
| 1965    | For the People                                | Carol                                   | egy epizód             |
| 1965–66 | Peyton Place                                  | Stella Chernak                          | főszereplő (70 epizód) |
| 1966    | ABC Stage 67                                  | Laura Ruth                              | két epizód             |
| 1967    | The Big Valley                                | Rosemary                                | egy epizód             |
| 1967    | Bob Hope Presents the Chrysler Theatre        | Virginia Cloyd                          | egy epizód             |
| 1967    | Dundee and the Culhane                        | Mrs Parker                              | egy epizód             |
| 1967    | Ironside                                      | Francesca Kirby                         | egy epizód             |
| 1968    | Judd for the Defense                          | Kay Gould                               | egy epizód             |
| 1968    | Mission: Impossible                           | Susan Buchanan                          | egy epizód             |
| 1969    | Medical Center                                | Karen Harper                            | egy epizód             |
| 1970    | Bracken's World                               | Veronica Steele                         | egy epizód             |
| 1970    | Mod Squad                                     | Anna Lisa Bell                          | egy epizód             |
| 1970    | The Name of the Game                          | Edwina Booker                           | egy epizód             |
| 1970    | Night Slaves                                  | Marjorie Howard                         | tévéfilm               |
| 1971    | The Neon Ceiling                              | Carrie Miller                           | tévéfilm               |
| 1971    | Columbo                                       | Leslie Williams                         | egy epizód             |
| 1971    | Men at Law                                    | Jennifer Carlyle                        | egy epizód             |
| 1971    | Rowan & Martin1s Laugh-In                     | vendégszínész                           | egy epizód             |
| 1971    | Lieutenant Schuster's Wife                    | Ellie Schuster                          | tévéfilm               |
| 1973    | Partners in Crime                             | Meredith Leland bírónő                  | tévéfilm               |
| 1973    | What Are Best Friends For?                    | Adele Ross                              | tévéfilm               |
| 1975    | Perilous Voyage                               | Virginia Monroe                         | tévéfilm               |
| 1975–76 | Fay                                           | Fay Stewart                             | 10 epizód              |
| 1975–78 | Great Performances                            | Irina Arkagyina különböző szerepek      | két epizód             |
| 1977    | The Spell                                     | Marilyn Matchett                        | tévéfilm               |
| 1978    | The Good Doctor                               | ?                                       | tévéfilm               |
| 1979    | Backstairs at the White House                 | Mrs Grace Coolidge                      | négy epizód            |
| 1979    | You Can't Go Home Again                       | Esther Jack                             | tévéfilm               |
| 1981    | The Million Dollar Face                       | Evalyna                                 | tévéfilm               |
| 1981    | For Ladies Only                               | Anne Holt                               | tévéfilm               |
| 1982    | Thou Shalt Not Kill                           | Maxine Lochman                          | tévéfilm               |
| 1982    | Plaza Suita                                   | Norma Hubley / Muriel Tate / Karen Nash | tévéfilm               |
| 1982    | Bare Essence                                  | Ava Marshall                            | tévéfilm               |
| 1983    | Will There Really Be a Morning?               | Lillian Farmer                          | tévéfilm               |
| 1984    | One Day at a Time                             | Ellie                                   | egy epizód             |
| 1985    | Mussolini: The Untold Story                   | Rachele Mussolini                       | három epizód           |
| 1989    | The Hijacking of the Achille Lauro            | Marilyn Klinghoffer                     | tévéfilm               |
| 1990    | She Said No                                   | Doris Cantore                           | tévéfilm               |
| 1992    | Empty Nest                                    | Susan néni                              | egy epizód             |
| 1992    | Something to Live for: The Alison Gertz Story | Carol Gertz                             | tévéfilm               |
| 1992    | In My Daughter's Name                         | Maureen Leeds                           | tévéfilm               |
| 1992    | Citizen Cohn                                  | Dora Cohn                               | tévéfilm               |
| 1999    | Mulholland Dr.                                | Louise Bonner                           | tévéfilm               |
| 2000    | American Masters                              | narrátor hangja                         | egy epizód             |

### Rendezései
| Év        | Cím                                             | Megjegyzés             |
| --------- | ----------------------------------------------- | ---------------------- |
| 1973      | The Shape of Things                             | tévéfilm különkiadás   |
| 1975      | For the Use of the Hall                         | tévéfilm               |
| 1976      | The Stronger                                    | rövidfilm              |
| 1980      | Tell Me a Riddle                                | film                   |
| 1981      | The Willmar 8                                   | film                   |
| 1983      | When Women Kill                                 | film                   |
| 1983      | A Private View                                  | színházi darab         |
| 1983–92   | America Undercover                              | tévésorozat, 3 epizód  |
| 1984      | A Matter of Sex                                 | tévéfilm               |
| 1985      | What Sex Am I?                                  | film                   |
| 1985      | ABS Afterschool Specials                        | tévésorozat, 1 epizód  |
| 1986      | Nobody's Child                                  | tévéfilm               |
| 1986      | Down and Out in America                         | tévéfilm               |
| 1989      | Battered                                        | tévéfilm               |
| 1989      | Staying Together                                | film                   |
| 1989      | No Place Like Home                              | tévéfilm               |
| 1990–2004 | Intimate Portrait                               | tévésorozat, 32 epizód |
| 1992      | Women on Trial                                  | tévéfilm               |
| 1994      | Seasons of the Heart                            | tévéfilm               |
| 1994      | Following Her Heart                             | tévéfilm               |
| 1994      | Reunion                                         | tévéfilm               |
| 1997      | Say It, Fight It, Cure It                       | tévéfilm               |
| 1999      | Confronting the Crisis: Childcare in America    | tévéfilm               |
| 2000      | The Wonderful World of Disney                   | tévésorozat, 1 epizód  |
| 2000      | American Masters                                | tévésorozat, 1 epizód  |
| 2001      | The Gun Deadlock                                | tévéfilm               |
| 2004      | Biography                                       | tévésorozat, 1 epizód  |
| 2005      | …A Father… A Son… Once Upon a Time in Hollywood | tévéfilm               |

## Fontosabb díjak és jelölések
| Esemény                        | Cím                   | Díj                                                                                       | Eredmény |
| ------------------------------ | --------------------- | ----------------------------------------------------------------------------------------- | -------- |
| 1952-es cannes-i filmfesztivál | Detektívtörténet      | legjobb női alakítás díja                                                                 | Elnyerte |
| 9. Golden Globe-gála           | Detektívtörténet      | Golden Globe-díj a legjobb női mellékszereplőnek                                          | Jelölve  |
| 24. Oscar-gála                 | Detektívtörténet      | Oscar-díj a legjobb női mellékszereplőnek                                                 | Jelölve  |
| 19. Primetime Emmy-gála        | Peyton Place          | Primetime Emmy-díj a legjobb női mellékszereplőnek (drámasorozat)                         | Elnyerte |
| 25. Golden Globe-gála          | Forró éjszakában      | Golden Globe-díj a legjobb női mellékszereplőnek                                          | Jelölve  |
| 21. Primetime Emmy-gála        | Judd for the Defense  | Primetime Emmy-díj a legjobb női főszereplőnek (televíziós minisorozat vagy tévéfilm)     | Jelölve  |
| 28. Golden Globe-gála          | A háziúr              | Golden Globe-díj a legjobb női mellékszereplőnek                                          | Jelölve  |
| 43. Oscar-gála                 | A háziúr              | Oscar-díj a legjobb női mellékszereplőnek                                                 | Jelölve  |
| 23. Primetime Emmy-gála        | Columbo               | Primetime Emmy-díj a legjobb női főszereplőnek (televíziós minisorozat vagy tévéfilm)     | Jelölve  |
| 23. Primetime Emmy-gála        | The Neon Ceiling      | Primetime Emmy-díj a legjobb női főszereplőnek (televíziós minisorozat vagy tévéfilm)     | Elnyerte |
| 33. Golden Globe-gála          | Sampon                | Golden Globe-díj a legjobb női mellékszereplőnek                                          | Jelölve  |
| 48. Oscar-gála                 | Sampon                | Oscar-díj a legjobb női mellékszereplőnek                                                 | Elnyerte |
| 28. Primetime Emmy-gála        | Fay                   | Primetime Emmy-díj a legjobb női főszereplőnek (vígjátéksorozat)                          | Jelölve  |
| 34. Golden Globe-gála          | Elkárhozottak utazása | Golden Globe-díj a legjobb női mellékszereplőnek                                          | Jelölve  |
| 49. Oscar-gála                 | Elkárhozottak utazása | Oscar-díj a legjobb női mellékszereplőnek                                                 | Jelölve  |
| 1984-es Drama Desk Awards      | A Private View        | Drama Desk-díj a legjobb rendezőnek színdarabban                                          | Jelölve  |
| 45. Primetime Emmy-gála        | Citizen Kohn          | Primetime Emmy-díj a legjobb női mellékszereplőnek (televíziós minisorozat vagy tévéfilm) | Jelölve  |